# Ryan Eggold
Ryan Eggold, de son nom complet Ryan James Eggold, est un acteur, réalisateur, producteur, monteur et compositeur américain, né le 10 août 1984 à Lakewood (Californie).
Il est connu pour avoir joué le rôle du professeur Ryan Matthews dans la série télévisée 90210 Beverly Hills : Nouvelle Génération ainsi que le rôle de Tom Keen dans Blacklist puis le Dr Max Goodwin dans la série New Amsterdam.

## Biographie

### Enfance et formation
Ryan Eggold est né à Lakewood, en Californie, il est le fils de Karen (née Benik) et James Frederick Eggold. Il est diplômé de Santa Margarita Catholic High School en 2002, où il a participé à de nombreux spectacles de théâtre. Il est diplômé du Département des Arts et de la Scène de l'Université de Californie du sud en 2006.
Ryan Eggold fait ses débuts à la télévision dans une émission connexe. Il a fait ses débuts au cinéma la même année dans un court métrage. En plus de son succès en tant qu'acteur, Ryan écrit des morceaux de musique, joue de la guitare, du violon et du piano et il chante.

### Carrière
Il jouait des rôles récurrents sur CBS The Young et sur Entourage de HBO avant d'obtenir un rôle régulier sur Dirt FX.
En plus de son travail à la télévision, Eggold fait ses débuts sur scène en 2006 dans les pièces telles que Ahmanson Theatre production / Centre Theatre Group Dead End.
En 2008 il obtient le rôle du professeur de littérature Ryan Matthews dans 90210 le spin-off de Beverly Hills 90210 malgré le fait qu'il ait moins d'un an de plus que plusieurs autres acteurs qui ont joué ses élèves. En fait, Eggold est plus jeune que Matt Lanter, Michael Steger et Trevor Donovan.
En 2012, il vient de présenter son premier long métrage de réalisateur, la comédie romantique Le Mariage de mon ex (en) (Literally, Right Before Aaron) avec Justin Long, Cobie Smulders, Lea Thompson et Ryan Hansen.
En automne 2013, il obtient un des rôles principaux, celui de Tom Keen dans la série Blacklist avec James Spader, Megan Boone, Diego Klattenhoff, Harry Lennix et Amir Arison. En avril 2016, il est annoncé qu'il reprendra son rôle dans le spin-off intitulé Blacklist: Redemption avec Famke Janssen, qui ne dure qu'une saison,. En novembre 2017, il quitte Blacklist à partir du huitième épisode de la cinquième saison et fera une apparition dans le dernier épisode de cette même saison.
En 2018, il rebondit au cinéma en jouant dans BlacKkKlansman : J'ai infiltré le Ku Klux Klan de Spike Lee aux côtés de John David Washington, Adam Driver, Laura Harrier, Topher Grace et Corey Hawkins.
La même année, il est la tête d'affiche de la nouvelle série médicale, New Amsterdam créée par David Schulner et basée sur le livre Twelve Patients d'Eric Manheimer, diffusée depuis le 25 septembre 2018 sur le réseau NBC. Il interprète le Dr Max Goodwin, le nouveau directeur de l'un des plus vieux hôpitaux des États-Unis à Manhattan aux côtés de Janet Montgomery, Freema Agyeman, Jocko Sims, Tyler Labine et Anupam Kher.

## Filmographie

### Acteur

#### Cinéma
- 2006 : Con: The Corruption of Shawn Helm : Shawn Helm
- 2008 : Bloom : Doug
- 2010 : Trophy Kids : Max
- 2012 : I Will Follow You Into the Dark (Into the Dark) : Adam
- 2013 : Lucky Them : Lucas Stone
- 2013 : The Disappearance of Eleanor Rigby de Ned Benson : Mec du club
- 2013 : Beside Still Waters de Chris Lowell : Daniel
- 2014 : The Single Moms Club de Tyler Perry : Peter
- 2015 : Père et Fille (Fathers and Daughters) de Gabriele Muccino : John
- 2016 : Lovesong de So Yong Kim : Leif
- 2018 : BlacKkKlansman : J'ai infiltré le Ku Klux Klan de Spike Lee : Walter Breachway
- 2020 : Never Rarely Sometimes Always de Eliza Hittman : Ted
- 2023 : Junction de Bryan Greenberg : Jacob

#### Télévision
- 2006 : La Guerre à la maison : Bruce (saison 2 épisode 8)
- 2006 : Veronica Mars : Charlie Stone (saison 3 épisode 4)
- 2006 : Brothers and Sisters : Randy Stewart (saison 1 épisode 4)
- 2006 : Related : Lloyd (saison 1, épisode 17)
- 2007 : Jimmy délire  : Mike (5 épisodes)
- 2007 : Entourage : 'Five Towns' Cast Member (3 épisodes)
- 2007 : Nick Cannon Presents: Circuitz court : Jerry (saison 1, épisode 2)
- 2007 : Les Feux de l'amour : Barista (3 épisodes)
- 2008 : Dirt : Farber Kauffman (7 épisodes)
- 2008-2012 : 90210 Beverly Hills : Nouvelle Génération : Ryan Matthews (rôle principal - 68 épisodes)
- 2012 : Daybreak : Ben Wilkins (rôle principal - 5 épisodes)
- 2009 : United States of Tara : Tevin (saison 1, épisode 9)
- 2013-2018 : Blacklist : Tom Keen (personnage principal - saison 1 à 5, épisode 8, guest-star épisode 22 - 89 épisodes)
- 2015 : Sons of Liberty : Joseph Warren (3 épisodes)
- 2017 : Blacklist: Redemption : Tom Keen (rôle principal - 8 épisodes)
- 2018-2023 : New Amsterdam : Dr Max Goodwin (rôle principal, 78 épisodes)
- 2024 : New York, police judiciaire : Matt Riley (saison 24, épisode 3)
- 2024 : Cross : Ed Ramsey

### Réalisateur
- 2017 : Le Mariage de mon ex (en)[1] (Literally, Right Before Aaron) (également producteur, scénariste, compositeur et monteur)
- 2012 : Literally, Right Before Aaron (court métrage - également producteur, scénariste, compositeur et monteur)

## Voix françaises
En France, Ryan Eggold est régulièrement doublé par Patrick Mancini.
En France
| - Patrick Mancini, dans : - Blacklist (série télévisée) - Blacklist: Redemption (série télévisée) - New Amsterdam (série télévisée) - A Jazzman's Blues - Laurent Morteau dans (les séries télévisées) : - Dirt - United States of Tara | Et aussi - Mathias Casartelli dans 90210 Beverly Hills : Nouvelle Génération (série télévisée) - Anatole de Bodinat dans Père et Fille - Hugo Becker dans BlacKkKlansman : J'ai infiltré le Ku Klux Klan - Anthony Audoux dans Cross (série télévisée) |